# NK Drava Ptuj (2004)
Nogometni klub Drava Ptuj, thường hay gọi NK Drava Ptuj hoặc đơn giản Drava, là một câu lạc bộ bóng đá Slovenia đến từ Ptuj, hiện tại thi đấu ở Giải bóng đá hạng nhì quốc gia Slovenia. Câu lạc bộ được thành lập năm 2004 không được xem là kế vị hợp pháp của NK Drava Ptuj và thống kê cũng như danh hiệu của hai câu lạc bộ sẽ tách biệt theo Hiệp hội bóng đá Slovenia.

## Danh hiệu
- Giải bóng đá hạng tư quốc gia Slovenia: 1

2012-13
- MNZ Ptuj Cup: 3

2014-15, 2016-17, 2017-18

## Lịch sử thi đấu
| Mùa giải | Giải vô địch              | Thứ hạng |
| -------- | ------------------------- | -------- |
| 2011-12  | Styrian League (cấp độ 4) | thứ 4    |
| 2012-13  | Super League (cấp độ 4)   | thứ 1    |
| 2013-14  | 3. SNL - Đông             | thứ 2    |
| 2014-15  | 3. SNL - Bắc              | thứ 2    |
| 2015-16  | 2. SNL                    | thứ 3    |
| 2016-17  | 2. SNL                    | thứ 5    |
| 2017-18  | 2. SNL                    | thứ 2    |
| 2018-19  | 2. SNL                    | thứ 7    |

1. ↑  Thắng play-off thăng hạng Giải bóng đá hạng nhì quốc gia Slovenia.